# Маримар
«Маримар» (исп. Marimar) — мексиканский телесериал, в главных ролях Талия и Эдуардо Капетильо. Выход в эфир с 31 января по 26 августа 1994 года на «Canal de las Estrellas». В России сериал транслировал канал ТВ Центр в 1998 году.

## Создатели телесериала

### В ролях

#### Главные роли
- Талия — Мария дель Мар «Маримар» Альдама Перес / Белла Альдама
- Эдуардо Капетильо — Серхио Сантибаньес

#### Остальные роли и эпизоды
- Шанталь Андере — Анхелика Нарваес де Сантибаньес
- Альфонсо Итурральде — Ренато Сантибаньес
- Рене Муньос — Падре Поррес
- Мигель Пальмер — Густаво Альдама
- Ада Карраско — Мама Круз Оливарес де Перес
- Тито Гисар — Панчо Перес
- Гильермо Гарсия Канту — Бернардо Дуарте
- Франсес Ондивьела — Бренда
- Рикардо Блюме — Фернандо Монтенегро
- Хулия Маришаль — Корасон
- Питука де Форонда — Эсперанса Альдама
- Амайрани Гутьеррес — Наталия Монтенегро
- Марисоль Сантакрус — Моника де ла Колина
- Ана Луиса Пелуффо — Сельва
- Марта Офелия Галиндо — Хосефина
- Рафаэль Вильяр — Эстебан
- Ники Монделлини — Хема
- Марсело Буке — Родольфо Сан Хенис
- Фернандо Колунга — Адриан Росалес

### Административная группа
- оригинальный текст: Инес Родена
- Либретто: Карлос Ромеро
- телевизионная версия: Валерия Филипс
- литературные редакторы: Тере Медина, Росарио Велисия
- музыкальная тема заставки: Marimar
- автор текста песни: Вивиана Пимштейн
- вокал: Талия
- композитор: Пако Наваррете
- сценография и монтаж: Хуан Антонио Сегредо, Габриэла Лосано
- художница по костюмам: Марта Летисия Ривера
- музыкализатор: Педро Мартинес
- редакторы: Адриан Фрутос Маса, Альберто Родригес
- начальник производства за пределами Мексики: Пабло Мартинес де Веласко
- начальница диалоговых речей актёров: Марта Луна
- начальник по проживанию актёров: Хуан Карлос Муньос
- начальник производства: Исамар Мендоса
- операторы-постановщики: Карлос Герра Вильярреаль, Эрнесто Арреола
- режиссёр-постановщик: Беатрис Шеридан
- продюсер: Вероника Пимштейн

## Награды и премии

### ACE (4 из 4)
Свои награды получили Беатрис Шеридан, Вероника Пимштейн, Талия и Эдуардо Капетильо. Первые двое — за лучшую режиссуру и лучший телесериал, два последних — за лучшие главные роли.

### TVyNovelas(1 из 6)
Свою награду получила сама теленовелла за высокие рейтинги показа в США.
- Маримар (сериал, 2007) (Филиппины)
- Непокорная Альма (исп. Alma indomable) (США)
- Непокорное сердце (исп. Corazón indomable) (Мексика)
- Маримар (сериал, 2015) (Филиппины)